# Историческая наука в СССР

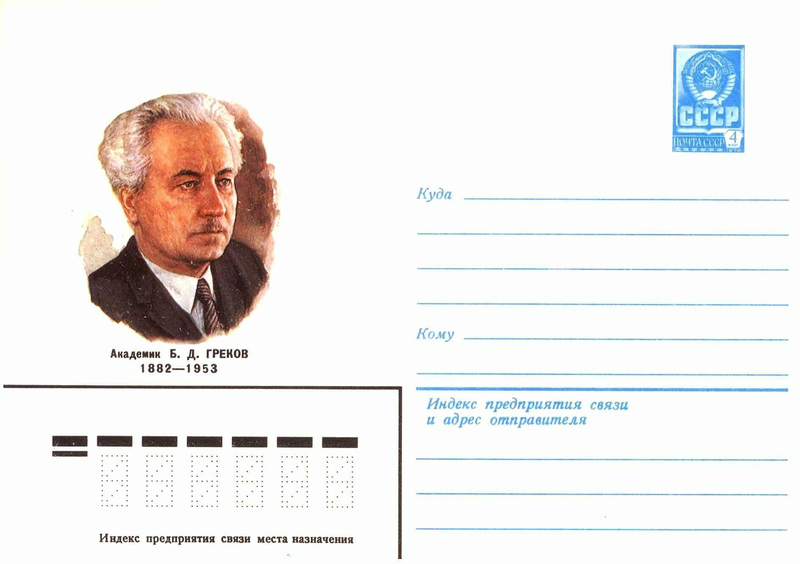
Директор Института истории АН СССР Б. Д. Греков на художественном маркированном конверте Почты СССР (1982)

Историческая наука в СССР (советская историография) основывалась на марксистской теории исторического процесса, который понимался как объективный поступательно-однолинейный закономерный формационный прогресс общества. Согласно советской идеологии, марксизмом были открыты законы движения общества, а вооружённая его методологией историческая наука может с точностью выявлять и оценивать тенденции в развитии общества прошлого, и, исходя из этого, прогнозировать будущее. Коммунистическая теория утверждала, что «торжество коммунизма» (переход от классового общества к бесклассовому) обусловлено объективным характером исторического процесса. Поэтому характер изложения и преподавания истории имели в СССР гораздо большее значение, чем в странах без явного присутствия государственной идеологии. Марксистская историческая мысль изначально появилась в европейской традиции, но доминировать стала именно в советской науке, которая в философском и теоретико-методологическом планах была поставлена от неё в прямую зависимость.
Историческая наука в СССР, наряду с другими сферами науки, была объектом идеологического вмешательства. В то же время советская историческая наука добилась определённых достижений, в ней работали выдающиеся учёные, лучшие труды которых не утратили научного значения до современности и обеспечили преемственность в развитии науки. Наличие руководящей теории полностью не исключало плюрализм в послесталинской исторической науке.
Значительную роль в развитии советской исторической науки сыграли ведущие институты Академии наук СССР. В 1930-е годы имелся один центр изучения прошлого — Институт истории АН СССР. В 1968 году на его базе были организованы два научных учреждения — Институт всеобщей истории и Институт истории СССР (после 1991 года — Институт российской истории РАН).
Внимание российских историков акцентировалось прежде всего на изучении российской истории, в результате чего сформировались направления историография истории России, или русская историография, историография России — в дореволюционный период, позднее историография истории СССР.

## Методология и практика
В трудах по истории возможно было говорить только о том, что означает решать конкретную проблему «по-марксистски». С 1920-х и до конца 1950-х годов теоретические подходы к решению конкретных исследовательских задач были сведены к подбору необходимых цитат из трудов основателей и классиков марксистского учения или из документов партии. Практическая исследовательская работа была ограничена обнаружением фактов, иллюстрирующих данные положения. Ещё в эпоху перестройки В. А. Козлов писал, что характерной  чертой  советской  историографии была «цитатная методология».
Теоретические и методологические ограничения историографии вели к тому, что в исторических исследованиях не оставалось места относительности, вариативности, вероятности. Эти естественные для любого научного процесса элементы воспринимались как недостатки или как результат политических ошибок, совершённых по причине отступления от марксизма-ленинизма и проведения буржуазной позиции.
Историки апеллировали к признанным вне и внутри науки авторитетам. В 1920-е и 1960-е годы такими авторитетами выступали классики марксизма-ленинизма и партия, в 1980-е годы — российские дореволюционные и зарубежные обществоведы.

## Развитие
Историческая наука в России достигла своего расцвета в период 1890-х—1900-х годов, когда создавались лучшие работы по российской истории, на высоком уровне работали исследователи всеобщей истории. Российская наука этого периода вышла на мировой уровень, выступала в качестве равноправного партнёра западной. С 1918 года российская историческая наука входит в кризис, обусловленный идеологическим влиянием новой власти, а затем и политическими репрессиями.
В 1921 году в Казани была выпущена брошюра историка Р. Ю. Виппера «Кризис исторической науки», отразившая актуальное состояние российской историографии. Производились аресты, расстрелы, «чистка» университетов, вводились «рабфаки», политика дискредитации «буржуазной» науки, произошла резкая смена приоритетов в историографии, осуществлена высылка 1922 года. Все эти аспекты политики большевиков негативно влияли на историческую науку. «Буржуазные» историки, такие как Ю. В. Готье и С. Б. Веселовский, крайне негативно относились к советской власти. Однако кризис исторической науки в России начался ещё до революции. Виппер в брошюре писал о кризисе не только российского, но и современного ему исторического знания в целом. Главную проблему он видел в несовершенстве методологии, увлечении историков, включая либеральных, «экономическим материализмом», стремлении отыскать простые универсальные объяснения исторических фактов, выдвинуть единую историцистскую теорию, вынуждающую заниматься подгонкой фактов.
Развитие российской и советской исторической науки первой половины XX века было весьма неравномерным и противоречивым.
По разным причинам ряд историков оказались в эмиграции, включая П. Н. Милюкова, П. Б. Струве, А. А. Кизеветтера, Н. П. Кондакова, Л. П. Карсавина, Р. Ю. Виппера, С. П. Мельгунова и многих др. В Советской России остались С. Ф. Платонов, А. Е. Пресняков, М. М. Богословский, Е. В. Тарле, С. Б. Веселовский, С. В. Бахрушин, М. К. Любавский, А. И. Яковлев, однако не они определяли советскую историографию 1920-х годов, и часто находились в унизительном положении. Советская власть с самого своего начала дала понять, что ей не по пути с «буржуазной» интеллигенцией, включая историков старого режима.
Начиная с 1918 года власти проводили многочисленные реорганизации высшей школы и научных учреждений, создавались рабфаки, были отменены учёные степени и звания, ликвидировалась автономия университетов и Академии наук. «Старая» научная проблематика утратила свою актуальность, приоритет был отдан истории партии и российского революционного движения, социально-экономическим аспектам новейшей российской истории, истории Октябрьской революции и Гражданской войны. Это сопровождалось травлей в печати старорежимных «буржуазных» историков и их работ. В 1920-е годы были ликвидированы исторические факультеты университетов, заменённые факультетами общественных наук, где история специализированно не изучалась.
В то же время до конца 1920-х годов историки дореволюционной школы продолжали работать относительно свободно. Они могли преподавать и издавать свои труды, признание истинности марксистско-ленинского учения от них не требовалось. Хотя большинство историков негативно отнеслось к революции 1917 года, в первое десятилетие новой власти казалось, что она открыла новые научные перспективы. Были сняты все сословные ограничения в получении образования, историкам открыли доступ к ранее засекреченным архивным документам, началась публикация материалов этих фондов, сильно вырос интерес общества к исторической проблематике.

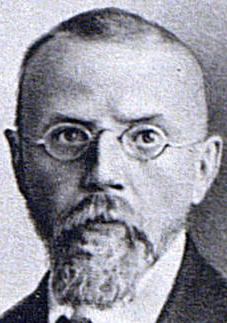
Михаил Покровский

В этот же период формировалась советская марксистская историческая школа, лидером которой был историк М. Н. Покровский, занимавший тогда номенклатурный пост заместителя наркома просвещения РСФСР.
Покровский поставил задачу создать новую советскую историческую науку, которая должна базироваться на принципах марксизма и порвать со «старой» историографией. Почти до конца 1920-х годов Покровский оставался едва ли не единственным полноценным советским историком-марксистом. «Марксизм» Н. А. Рожкова советское руководство не признавало. В тот период никому не было известно, что означает быть историком-марксистом. Марксистская теория ещё не совмещалась с практикой исторического исследования. Эта проблема до конца не понималась и самим Покровским. В 1920-е годы ещё не была создана жесткая историческая схема, которой должен был следовать каждый историк-марксист. Часто это положение приводило к тому, что марксисты в ходе исторических дискуссий взаимно обвиняли друг друга в «немарксизме» — например, Покровский и Лев Троцкий.
В ходе таких дискуссий 1920-х годов формировались «марксистские» догматы советской исторической науки, которые ничего общего с подлинным марксизмом не имели. В дальнейшем любые официальные изменения в советской идеологии и, следовательно, в марксистской исторической схеме ставили в замешательство как историков, так и марксистских «теоретиков». По этой причине единственным авторитетом марксистской теории и науки с 1930-х годов стал считаться «гениальный вождь и учитель», «корифей всех наук» И. В. Сталин.
Ожидаемый прорыв в исторических исследованиях не произошёл. Цензура царского режима сменилась советской цензурой, которая во многих отношениях была более жёсткой. Новой властью культивировалось презрительно-враждебное отношение к учёным-историкам «старой» школы, которые в таких условиях не могли полностью реализовать свои научные задачи. Многих из них заботила не наука, а выживание. Новая советская «марксистская» историческая наука развивалась в постепенно усиливавшемся противоборстве со «старой». Основная задача молодых историков-марксистов заключалась в критике «буржуазной» историографии. В этот период в стране действовали две исторические науки, которые почти не соприкасались друг с другом, что вело к нарушению преемственности научных поколений. Были разрушены научные школы, являвшиеся самым ценным, что почти два столетия складывалось в российской историографии.
В 1930 году было создано дело «буржуазных историков». За решёткой оказались известные учёные, в том числе академики Н. П. Лихачёв, М. К. Любавский, С. Ф. Платонов, Е. В. Тарле и ряд других. Историков обвиняли в великодержавном шовинизме и монархических взглядах. «Академическое дело» 1929—1931 годов привело старорежимных историков к физической гибели, других — к длительному научному «простою». М. Н. Покровский, борясь с шовинизмом, впал в противоположную крайность — национальный нигилизм. Вместе со своими учениками он резко осуждал арестованных историков.
В 1930-е годы политика приобрела определяющее значение для исторической науки в СССР, а конкретные исследования стали сверяться с историческими воззрениями Сталина. Эти перемены были связаны в первую очередь с прямым вмешательством Сталина в историческую науку. Последующие два десятилетия историография развивалась под влиянием сталинизма. С одной стороны, произошёл возврат исторической науки и образования к их классическим формам: вернулось упразднённое в 1920-е годы преподавание истории в школе, были восстановлены вузовские исторические факультеты, создавались новые учебники, которые дали учащимся связное представление об истории России, улучшилось материальное обеспечение учебных и научных учреждений, вырос уровень жизни учёных-историков, были восстановлены учёные степени и звания. С другой — государство поставило историографию под жёсткий контроль, были утверждены сталинские догмы («аксиомы») в исторической науке. Историкам были установлены границы познания; ограничен доступ к архивам.
Сталинизация отразилась прежде всего на изучении истории революции, советского общества, партии, революционного и общественного движения. В таких условиях безопасней и проще было изучать историю средневековой Руси, что привело к существенному перекосу в сторону изучения вопросов «русского феодализма», несмотря на постоянные призывы партии и государство к историкам обратиться к истории советского общества. Одной из причин этого положения стало резкое сокращение публикации документов по истории Октябрьской революции, Гражданской войны, социалистического строительства и партии.
Когда в 1932 году умер Покровский, его похоронили на Красной площади, а в газетах было напечатано сообщение ЦК ВКП(б), в котором его называли «всемирно известным учёным-коммунистом, виднейшим организатором и руководителем нашего теоретического фронта, неустанным пропагандистом идей марксизма-ленинизма». Имя Покровского было присвоено Московскому университету и Московскому историко-архивному институту.
16 мая 1934 года вышло совместное постановление Совнаркома и ЦК ВКП(б) «О преподавании гражданской истории в школе». Историкам было поручено написать конспекты будущих учебников. К этим конспектам в августе 1934 года были написаны «Замечания товарищей Сталина, Кирова и Жданова». В «Замечаниях» партийных деятелей подвергались критике многие положения, которые авторы конспектов взяли у Покровского. «Замечания» были опубликованы в январе 1936 года, когда вышло новое постановление Совнаркома и ЦК ВКП(б) «О преподавании истории в школе». В этом постановлении осуждалась «школа Покровского».
Существенной причиной осуждения Покровского было несоответствие его взглядов новой идеологической ситуации. С середины 1930-х годов официальная пропаганда сделала резкий поворот от идеи мировой революции к имперскому представлению о «великом русском народе».
Восстановление исторических факультетов, уже на коммунистических принципах, произошло в середине 1930-х годов. С этого периода лидерство в сообществе советских историков удерживали марксисты, отказавшиеся от крайностей концепции Покровского: академики В. П. Волгин, Н. М. Лукин, позднее Б. Д. Греков.
Засекречивание архивной информации достигло пика в 1936 году, когда циркуляр Центрального архивного управления СССР и РСФСР запретил выдавать на руки читателям материалы, которые исходили от «врагов народа»: Троцкого, расстрелянных Каменева, Зиновьева и их «приспешников».
14 ноября 1938 года было опубликовано постановление ЦК ВКП(б) «О постановке партийной пропаганды в связи с выпуском „Краткого курса истории ВКП(б)“», в котором, в частности, говорилось: «В исторической науке до последнего времени антимарксистские извращения и вульгаризаторство были связаны с так называемой „школой“ Покровского…». «Краткий курс истории ВКП(б)» завершил подгонку революционной истории под концепцию Сталина. Этот учебник закрепил схематизацию и субъективистское подстраивание истории. На протяжении примерно двух десятков лет «Краткий курс» оставался основополагающей работой для изучающих новейшую историю России и СССР.
С конца 1930-х до 1970-х годов в СССР под фактическим запретом было научное изучение цыган.
Несмотря на торжество сталинской историографии, в ряде случаев предлагались несколько иные модели истории. Так, книга Б. А. Романова «Люди и нравы древней Руси» (1947) — исследование менталитетов, выполненное в разгар Ждановщины.
В 1949 году с редакционной статьи в «Правде» под названием «Об одной антипатриотической группе критиков» началась «борьба с космополитизмом». Вскоре «безродных космополитов» и «антипатриотов» начали выискивать и «разоблачать» повсеместно, в частности, на историческом факультете МГУ. Слово «космополит» служило эвфемистической заменой слова «жид». О стиле обвинений свидетельствует текст из журнала «Вопросы истории» за 1949 год: «Историческая наука является одним из участков идеологического фронта, на котором кучка безродных космополитов пыталась вести свою вредную работу, распространяя антипатриотические взгляды при освещении вопросов истории нашей Родины и других стран».
После смерти Сталина возможности историков постепенно расширились, начались острые дискуссии по ранее запретным темам. Рамки дозволенного стали шире, но сохранялись и при Хрущёве, вновь сузившись при Брежневе. Однако выход за их пределы наказывался не так сурово, как прежде.
Критика культа личности Сталина, осмысление новых тенденций в развитии страны и мира открыли возможность несанкционированных общественных взглядов. Между XX и XXII съездами КПСС границы «санкционированной свободы науки» были сравнительно подвижными. В эти годы возродилось стремление к научности исследований. Период со второй половины 1950-х до начала 1970-х годов был официально объявлен временем возрождения «ленинской концепции» исторического процесса, избавления исторической науки от сталинских ошибок и извращений. В послесталинской историографии внутри ленинского материализма было создано «новое направление» как фактически лояльная оппозиция сталинскому диалектическому материализму; в результате прочтения ленинской психологии сформировалась социальная психология истории; возникла «культурологическая» тенденция.
Тем не менее, историческая мифология, сформировавшаяся в сталинский период, существовала с некоторыми изменениями вплоть до начала 1990-х годов. Со второй половины 1950-х до начала 1970-х годов шёл процесс модернизации сталинских идей, их очищения от наиболее одиозных формулировок. Наиболее наглядно это демонстрировали издания учебника истории КПСС под редакцией Б. Н. Пономарева. Последние издания почти полностью восстанавливали модель «Краткого курса», как в своём содержании, так и в характере интерпретации главных вопросов советской истории.
В 1953—1957 годах главный редактор журнала «Вопросы истории» академик А. М. Панкратова и её заместитель Э. Н. Бурджалов (историк А. М. Некрич называл его «мотором журнала») стремились последовательно проводить линию на десталинизацию советской исторической науки, считая важной задачей журнала пересмотр многих положений «Краткого курса истории ВКП(б)». Журнал организовывал дискуссии по проблемам истории. Партийные органы расценили редакционную политику как излишне радикальную, в постановлении ЦК КПСС от 9 марта 1957 «О журнале „Вопросы истории“» Панкратовой были предъявлены обвинения в либерализме и буржуазном объективизме, фактически она была отстранена от должности главного редактора. Бурджалов был снят с работы.
В работах 1960-х — 1970-х годов таких историков и философов, как М. А. Барг, М. Я. Гефтер, Е. Г. Плимак, И. Ф. Гиндин, Л. Н. Суворов, Б. В. Емельянов, А. П. Пронштейн, содержится ряд положений, противоречащих идее, что марксизм открыл законы развития общества. Интеллектуальные искания историков этого периода в широкой перспективе в целом соответствовали процессам общей проблематизации исторической науки, которые в 1960-е годы затронули ряд национальных историографий. Методологический поиск историков-шестидесятников не был очередной попыткой усовершенствовать марксистские подходы, это была попытка построить новый, рациональный образ истории и создать новое проблемное видение. Однако неразрешимость проблем, выявленных в традиционном подходе, заставила руководство прекратить дальнейшие эксперименты, направленные на рационализацию историко-научных взглядов и вернуться к привычной их мистификации.
А. М. Некрич писал по поводу проведённой в 1965 году партийными органами дискуссии о его книге «1941. 22 июня»: «Когда я думаю о наказании, которое постигло почти всех участников дискуссии, не могу отделаться от мысли, что дело было не только в книге, а в общей тенденции, возникшей в нашей стране вскоре после революции. Партийная установка, нигде публично не высказанная в прямой форме, заключалась в том, чтобы создать новую коллективную память народа, начисто выбросить воспоминания о том, что происходило в действительности, исключить из истории все, что не соответствует или прямо опровергает исторические претензии КПСС». Аналогичная дискуссия состоялась и в связи с работой А. А. Зимина, поставившего под сомнение официально признанную датировку «Слова о полку Игореве».
На рубеже 1960—1970-х годах шла дискуссия вокруг «нового направления»: обсуждались ключевые для советской исторической науки вопросы генезиса российского капитализма и предпосылок революции в России в начале XX века. Ряд советских историков принимал участие в диссидентском движении (Л. Н. Краснопевцев, П. И. Якир, М. Я. Гефтер, В. А. Рубин и др.).
Ко второй половине 1970-х годов советская историческая наука находилась в пределах традиционных представлений, что делало невозможным осмысление и понимание исторического прошлого. В связи с этим даже в наиболее консервативной среде историков партии начинается обсуждение методологических вопросов историко-партийной науки.
Во второй половине 1980-х годов в условиях перестройки начинается постепенный пересмотр сформировавшихся к этому времени советских исторических концепций.
Ни один политический режим не способен поставить развитие науки под полный контроль. Советская историческая наука 1930—1950-х годов добилась определённых достижений. В ней работали выдающиеся учёные, включая Б. Д. Грекова, М. Н. Тихомирова, Б. А. Романова, П. А. Зайончковского, Е. В. Тарле и многих др., лучшие труды которых до не утратили научного значения до современности и обеспечили преемственность в развитии исторической науки.

## Историография дореволюционной истории
Общественная эволюция рассматривалось с точки зрения вульгарного диалектического материализма как последовательная смена пяти общественно-экономических формаций, пятичленка: первобытный коммунизм, рабовладельческий строй, феодализм, капитализм и социализм.
Некоторые исследователи считают, что одной из концепций, сформированных непосредственно под влиянием советской идеологии, является концепция «революции рабов», якобы ликвидировавшей рабовладельческий строй в поздней античности — эта концепция, восходящая к случайным упоминаниям данного словосочетания в выступлениях В. И. Ленина и И. В. Сталина, широко использовалась советскими историками.
Начиная с рубежа 1930—1940-х годов советскими авторами продвигалась идея исключительно автохтонного развития раннеславянского единства, корни которого возводились к энеолиту или бронзовому веку, то есть к доскифской или даже трипольской эпохе. Развивалась гипотеза автохтонного формирования славянства в начале н. э. на обширной территории в Центральной и Восточной Европе — на пространстве между Доном и верховьями Оки и Волги в восточной части до Эльбы и Заале в западной части и от Эгейского и Чёрного морей в южной части до побережья Балтийского моря и Ладоги в северной части. Осуществлялся поиск следов «славянских колоний», предположительно существовавших во второй половине 1-го тыс. н. э. и к западу от данной территории вплоть до Рейна; Гамбург рассматривался как древний славянский город. В связи с возрождением представлений славянской школы в число предков славян были снова включены киммерийцы, скифы, сарматы, фракийцы, иллирийцы, этруски, готы и гунны. Авторы обратились к идее Юрия Венелина, писавшего о «славяноязычии» древних болгар. Большое внимание в этих построениях уделялось югу России, в связи с чем возродилась идея Дмитрия Иловайского об Азово-Причерноморской Руси. Ряд авторов считал, что славяне сформировались на этой территории автохтонно на базе предшествовавших скифо-сарматских культур. В рамках развивавшегося в 1940-х годы государственного шовинизма советская наука временно возродила ряд концепций славянской школы. Однако после смерти Сталина большая часть специалистов утратила интерес к этим идеям, включая многих бывших сторонников.
Основой взглядов Сталина на историю России было представление о её отсталости, высказанное в 1931 году в речи на I Всесоюзной конференции работников промышленности: «История старой России состояла, между прочим, в том, что её непрерывно били за отсталость. Били монгольские ханы. Били турецкие беки. Били шведские феодалы. Били польско-литовские паны. Били англо-французские капиталисты. Били японские бароны. Били все — за отсталость. За отсталость военную, за отсталость государственную, за отсталость промышленную, за отсталость сельскохозяйственную».
В середине 1940-х — начале 1950-х годов происходил новый рост антинорманизма, что было вызвано двумя причинами: реакцией на эксплуатацию идей «норманизма» в нацистской Германии и борьбой с «космополитизмом» в СССР, в сферах истории и археологии выразившейся в гипотезе автохтонного, не требовавшего внешнего влияния, развития восточных славян. Присутствие скандинавов на территории Восточной Европы отрицалось, в частности А. В. Арциховским, для доказательства чего, как в предыдущие два столетия использовалась, в первую очередь, на нескандинавская этимология названий «русь» и «варяги», считавшихся по происхождению восточно-славянскими (М. Н. Тихомиров), кельтскими и прибалтийско-славянскими (А. Г. Кузьмин) или иными. Официальная советская пропаганда представляла «норманистов» как «врагов народа» или «агентов запада». Советский антинорманизм подвергается критике как номенклатурная наука, этимологии, предлагаемые антинорманистами (связь между словами «Пруссия» и «Русь», «варяги» и «вагры» и др.), — как кабинетная или народная этимология, то есть не имеющая опоры на корректный лингвистический анализ.
Антинорманизм поддерживал и продвигал историк Б. А. Рыбаков, считавший, что Среднее Поднепровье имело важнейшее значение в формировании Русского государства, истоки которого он возводил к VI—VII векам. Областью, где проходил этногенез славян, учёный считал земли от Среднего Поднепровья до Одера. В 1953 году он писал: «После того, как многие доводы норманистов были опровергнуты, норманская теория осталась где-то на грани между консервативной ученостью и политическим памфлетом». Рыбаков постулировал многотысячелетнюю древность славян, начиная их историю как минимум с бронзового века. После «пастушеского разброда» славянские племена были объединены на территории Правобережной Украины и достигли стадии земледелия. Заявленная им славянская автохтонность опиралась на идею связи славян с трипольской культурой. Академик отождествлял славян и русь, помещая первое древнеславянское государство, предшественника Киевской Руси, в лесостепь Среднего Поднепровья. По оценке Л. С. Клейна, история русской культуры и государственности удревнялась Рыбаковым на 5—7 тысяч лет. Рыбаков разделял гипотезу, что название русь восходит к гидрониму Рось (Ръсь). По мнению В. Л. Янина, Рыбаков придерживался разработанной М. С. Грушевским концепции «киевоцентризма», согласно которой государственное устройство распространялось не из Новгорода в Киев, а наоборот. Как пишет Янин, Рыбаков пошёл дальше, чем Грушевский, заявив об основании Новгорода киевлянами для защиты северных рубежей. Согласно Клейну, Рыбаков «углубил Киев на полтысячелетия (приписав его основание к концу V в.)», хотя не мог не знать, что наиболее ранний славянский культурный слой относится к IX веку.
В статье «Об этнической природе варягов» (1974) Кузьмин пытался доказать, что большая часть русских и варяжских имён имеет кельтское происхождение, а летописные варяги были ославяненными кельтами, но позднее окончательно утвердился на позиции поморско-славянского происхождения варягов.
В связи со своим варяжским (германским) происхождением Рюрик был исключён из позднесоветской традиции, как из научной интерпретации «Повести временных лет», так и из школьного нарратива. Согласно «Советской исторической энциклопедии», а вслед за ней школьным текстам, Рюрик был «легендарным основателем династии», тогда как Олег рассматривался как «первый исторически достоверный русский князь».
Восприятие варяжско-норманнских изысканий как «реакционной норманской теории» сохранялось в советской историографии и в течение 1980-х годов, в результате чего авторам противоречащих этой линии работ отказывалось в публикации.
В связи, в частности, с борьбой против «космополитизма», идеологическому воздействию и цензуре подверглось хазароведение. Историк Б. А. Рыбаков изображал Хазарский каганат в качестве «мелкого паразитического ханства» в дельте Волги, влияние которого на славян было минимальным и исключительно негативным. Критика, направленная против крупнейшего хазароведа М. И. Артамонова, способствовала карьерному росту Рыбакова, в то время как Артамонову пришлось публично покаяться в своих «ошибках» и включить в свою книгу о хазарах ряд антиеврейских пассажей. В результате дискуссии по «хазарской проблеме» подход Рыбакова, получивший поддержку Б. Д. Грекова и сторонников его школы, приобрёл господствующее положение в советской историографии. Критика советского хазароведения, которая была развёрнута в печати, привела к временной приостановке археологических работ на связанных с хазарами памятниках и в отношении извлечённого материала, в частности работ Волго-Донской экспедиции, и расформированию её состава, а также к временному прекращению публикации научных трудов по теме.
В 1952 году вышли вызванные проведённой ранее депортацией крымских народов постановления объединённой научной сессии отделения истории и философии Крымского филиала АН СССР по вопросам истории Крыма, призывавшие «решительно бороться против идеализации хазар, печенегов, половцев и татар в истории Крыма». В русле этого решения Рыбаков в том же году выступил с докладом, согласно которому «крымские краеведческие организации в 1920—1930 годах уделяли излишнее внимание изучению и любованию средневековой татарской культурой»; «доверчиво изучались ханские ярлыки, носящие явные следы фальсификаций, преувеличивалось значение и высокий уровень татарского искусства». Доклад едва не привёл к разрушению Бахчисарайского дворца.
В 1920-х — начале 1930-х годов, в условиях построения советского официального мифа о российском прошлом, главным содержанием которого считалась «классовая борьба», героев имперского нарратива вначале пытались заменить отражёнными в народном предании бунтарями, такими как Степан Разин и Емельян Пугачёв. С 1930-х годов, когда в исторический миф вновь были привнесены национальные черты, пантеон героев соединил как творцов российской государственности, так и деятелей, которые разрушали её «во имя народного счастья». С середины 1930-х годов в ходе отказа от идеи мировой революции и разгрома Сталиным старой «ленинской гвардии» советская идеология и политика из революционно-эмансипаторской постепенно трансформировалась в неоимперскую. В ходе этой эволюции главной идеологической опорой стал государственный руссоцентричный патриотизм, включавший активное использование советским партийным руководством русских национальных символов и героев с целью патриотической индоктринации населения. Американским исследователем Д. Бранденбергером был предложен термин «руссоцентризм». Следствием этих политических изменений стало восстановление позитивного образа дореволюционной России и возврат этатистского дискурса. Если в 1920-е годы политика памяти акцентировалась на радикальном разрыве с «проклятым прошлым», то через полтора десятилетия правящие круги начали строить дискурс исторической преемственности от «старорежимной» к советской России. Эта пересмотренная историческая концепция включала идею «прогрессивных» царей Ивана Грозного и Петра I, которые строили могучее государство, как это делает Сталин. Русский народ стал использоваться как несущий элемент всей новой имперской конструкции.
Сталину импонировало самодержавие и наивный монархизм масс с его обожествлением государя. Ему понравилась монография «Наполеон» вернувшегося из ссылки Е. В. Тарле. Тарле, не скрывавший своего, хотя и небезоговорочного, преклонения перед сильной личностью «императора Французской республики», был восстановлен в АН СССР и стал одним из наиболее влиятельных советских историков. В 1937—1939 годах были изданы три его новых исследования. Историк был неоднократно удостоен Сталинской премии.
В учебниках, изданных до начала Великой Отечественной войны, традиционно писали о завоевательной политике царской России. В конце 1930-х годов стали говорить, что завоевание Россией было для народов окраин Российской империи «наименьшим злом». После войны усилилась шовинистическая кампания, выражение «наименьшее зло» ушло в прошлое, появилась универсальная формула «добровольное присоединение». Народные движения против царского экспансионизма стали рассматриваться как антирусские и реакционные. Примером такой перемены в трактовках является оценка борьбы горцев Кавказа под руководством Шамиля. Прежде он изображался бесстрашным героем и лидером освободительной войны. В 1950 году оценка резко изменилась. Азербайджанский учёный Г. Гусейнов, получивший Сталинскую премию за книгу по истории азербайджанской философии, был через несколько месяцев лишён награды, поскольку в своей работе положительно писал о Шамиле. Затем в журнале «Большевик» появилась статья первого секретаря ЦК КП(б) Азербайджана М. Д. Багирова, в которой Шамиль назывался агентом Англии и Турции. Началось «разоблачение» Шамиля и «реакционной сущности мюридизма». Позже, в 1956—1957 годах, в связи с XX съездом КПСС, был поднят вопрос о возвращении к оценке движения Шамиля как национально-освободительного.
Только в 1989 году на русском языке была впервые опубликована работа Карла Маркса «Разоблачения дипломатической истории XVIII века». По словам Ю. Н. Афанасьева, её не публиковали потому, что в ней Маркс «вторгся в святая святых нашей самобытности: заговорил о сомнительной нравственности и неприглядной природе княжеской власти на Руси, высказал своё мнение о причинах возвышения Москвы».
Профессор Яков Рапопорт, фигурант дела врачей 1953 года, в своей книге описывал «переименование» медицинских открытий советскими чиновниками, несмотря на то, что во всём мире используются оригинальные. Суть этой активности он описывал анекдотом: Закон прибавочной стоимости был открыт за несколько веков до К. Маркса крепостным крестьянином Саратовской губернии, но не мог быть им опубликован по причине его неграмотности.

## Историография революции
Споры историков 1920-х годов о Русской революции 1917 года фактически продолжали споры политических деятелей, которые шли накануне, в ходе и после победы Октябрьской революции. В ряде случаев известные политики играли роль историков, а видные профессиональные историки в годы революции выступали в качестве политиков, а после революции становились историками, стремившимися отстоять свои политические взгляды: Н. А. Рожков, М. Н. Покровский и др. К политикам, которые создавали свои концепции истории революции, принадлежат Ленин, Сталин и Троцкий.
Взгляды Ленина читаются во многих его статьях и выступлениях. Сталин изложил исторические взгляды в брошюре «Об основах ленинизма», а затем выступил в качестве редактора первого тома издания «История гражданской войны в СССР» и известного «Краткого курса истории ВКП(б)», где трактовка истории революции и её причин даны в специальных главах. Троцким была написана специальная и объёмная книга по истории революции. При этом Троцкий-теоретик как автор теории «перманентной революции» противоречил Троцкому-историку — участнику событий, которые происходили не так, как следовало по этой теории. При всех своих различиях, авторы осторожно оценивали степень зрелости объективных предпосылок для Октябрьской революции. Они писали о её исторической необходимости, которая обусловлена глубоким кризисом, порождённым Первой мировой империалистической войной (Октябрьская революция понималась как предотвращение «грозящей катастрофы»), и шире — империализмом в целом, который создавал прямую угрозу национальным интересам России, отстававшей в своём развитии от развитых капиталистических стран (тезис «догнать или погибнуть»).
Уже в 1920-е годы группа молодых историков, проведя исследование российских монополий и банковской сферы в предвоенный и военный период, пришла к выводу о правоте Ленинских сентябрьских (1917 года) оценок о монополистическом характере российского капитализма и его перерастании в форму государственно-монополистического капитализма. Этот вывод дал возможность оптимистически оценивать степень зрелости этого капитализма для социалистической революции. В середине 1930-х годов Сталиным была высказана более сдержанная оценка степени зрелости материальных предпосылок революции в России. Он потребовал, чтобы историки показали необходимость Октябрьской революции для устранения растущей «полуколониальной» зависимости страны от иностранного капитала и освобождения российских народов от полуколониального гнёта со стороны правящей элиты России. Сталин встал на позицию историка-экономиста П. И. Лященко, одного из главных авторов тезиса о том, что Россия была «полуколонией». В то же время Сталин никогда не понимал это утверждение буквально и считал царскую Россию одной из великих военных держав, осуществлявших раздел и передел мира. Сталин оценивал Россию в качестве «звена» и «узлового пункта противоречий» в мировой системы империализма. Этот подход акцентировал внимание на международном значении Октября как революции, которая была не национально-особенным феноменом, а определялась общемировыми процессами.
После XX съезда КПСС сложилась «школа Сидорова», во главе с молодым историком 1920-х гг. А. Л. Сидоровым, который высоко оценивал уровень развития российского капитализма. В 1950-е годы он стал директором Института истории АН СССР и внёс большой вклад в организацию активного изучения российского империализма. Он выступил против тезисов Лященко и предложил два других тезиса: Россия в экономическом плане созрела для социализма; российский империализм по своей экономической природе не имел принципиальных отличий от новейшего капиталистического империализма других стран. Однако эти тезисы не пользовались общей поддержкой, поскольку явно завышали уровень развития капитализма в России и преуменьшали его особенности. Сразу после смерти Сидорова
в 1966 году созданная им школа распалась. Ряд историков во главе с П. В. Волобуевым создал «новое направление», подходившее к истории России с позиции «многоукладности». Эти исследователи выдвинули спорные и по большей части ном умозрительные тезисы, что российский капитализм не был способен преодолеть полуфеодальные пережитки, произошла их «консервация» монополистическим капиталом. В научные споры вмешались внешние факторы, приведшие к административному разгрому этого направления к 1974 году. Основными исследователями этой тематики стали историки-аграрники И. Д. Ковальченко и А. М. Анфимов. Большая работа группы Ковальченко и изыскания Анфимова привели последнего к фактическому признанию, что тезис о «консервации» был ошибочным.
В результате острых диспутов к концу 1980-х годов сложился сравнительно сбалансированный взгляд. Эта позиция включила результаты работы «школы Сидорова», которая продемонстрировала реальное существование монополистического капитализма в главных отраслях промышленности и в финансовом секторе. В то же время историки учли итоги изучения аграрной сферы, показавшие, с одной стороны, процесс капиталистического развития всех отраслей и сфер сельского хозяйства, а с другой стороны, наличие нарастающих противоречий в деревне и городе. В итоге любой существенный кризис власти должен был привести к радикальной революции, в которой буржуазно-демократические задачи сближались и соединялись с социалистическими.

## Историография истории СССР
Советская историография истории Советского Союза до середины 1980-х годов объединялась ключевой идеей того, что после 1917 года в СССР строилось передовое, самое прогрессивное в мире общество, называвшееся социализмом. Социализм закономерно пришёл на смену капитализму, пройдя в своем развитии стадии от становления до «советского общенародного государства» и «развитого социализма». Согласно советской историографии, этот путь оказался чрезвычайно тяжёлым в условиях отсутствия опыта строительства такого общества и враждебного империалистического окружения (при Сталине, Хрущеве, и особенно активно при Горбачеве признавались и ошибки ряда высших руководителей). Путь этот был сопряжён с немалыми жертвами, но в отличие от большинства направлений современной историографии источником этих жертв назывались прежде всего объективные внешние обстоятельства (империалистическая угроза).
Все основные решения власти объявлялись необходимыми (например, коллективизация) или вынужденными (продразверстка), но в любом случае исторически целесообразными. Негативные аспекты советской истории или замалчивались, или получали объяснение в соответствии с логикой классовой борьбы, в соответствии с которой бывшие эксплуататорские классы не могли отдать власть и собственность трудящимся без сопротивления.
Советская история рассматривалась в аспекте взаимодействия базиса и надстройки, в котором первый играл решающую роль. Поэтому развитие культуры, идеологии, законодательства и других сфер общества рассматривалось как следствие определённого уровня развития социалистических производительных сил в единстве последних с производственными отношениями.
В 1950 году по инициативе кафедры истории СССР исторического факультета МГУ началась дискуссия о периодизации истории советского общества, которая продолжалась до 1954 года. Историки предпринимали попытки « отделить» историю советского общества от истории ВКП(б), что означало начало пересмотра концепции «Краткого курса истории ВКП(б)».
В развитии советского общества признавались и противоречия, которые в отличие от эксплуататорских обществ характеризовались как неантагонистические, имеющие временный характер. В начавшихся с середины 1980-х годов горбачевских реформах советская историография не сразу рассмотрела нечто большее, чем просто очередной этап социалистических преобразований. Неготовность советской исторической науки к возможности крушения социалистического строя в СССР привела исследователей отечественной истории к ситуации теоретического и методологического кризиса.

## Археология
Вопреки сложностям послереволюционных лет, гибели или эмиграции большого числа выдающихся учёных, костяк российских археологов сохранился. Императорская археологическая комиссия стала основой для Российской государственной археологической комиссии (1918) (с 1919 года носила название Российская, с 1926 года — Государственная академия истории материальной культуры в Ленинграде, ГАИМК). В 1924 году на базе МГУ организуется НИИ археологии и искусствознания. Археологи дореволюционной школы сосредоточили внимание на подготовке новых кадров и обобщающих работ (включая учебники и обзоры, составленные С. А. Жебелёвым, В. А. Городцовым, А. А. Спицыным, Б. С. Жуковым, Ю. В. Готье), полевым исследованиям, что обеспечило научную преемственность. Фронт археологических изысканий в этот период расширяется за счёт развития в 1920-х годах краеведения.
Советские власти приложили значительные усилия для использования археологической науки в политической пропаганде. С 1920-х годов советская археология оказалась тесно связана с марксизмом, его марксистско-ленинской версией. К тому времени её статус повысился от сферы интереса русской аристократии, которая организовывала местные общества или проводила раскопки древностей на своих землях, до академической дисциплины, структурированной на университетских кафедрах и в институтах Академии наук. С конца 1920-х годов многие археологи пострадали от политических репрессий.
В то же время молодая советская археология испытывала существенное влияние идей Сталина и лингвиста Николая Марра, теория которого о развитии языков и культур изначально поддерживались Сталиным, но в конечном итоге в 1950 году была объявлена им немарксистской и осуждена. С опорой на социологические схемы и теорию стадиальности, введённые Н. Я. Марром, в конце 1920-х годов некоторыми молодыми исследователями были предприняты попытки создать новую археологию, однако с середины 1930-х годов это вульгарно-социологическое направление начало себя изживать. В то же время работы по археологии не вносили существенных мыслей в использование идей марксизма в археологии, но представляли собой основательные описания полевых исследований, не менее высокого качества, чем те, что в то же время проводились археологами на Западе.
В приоритете оказалось изучение истории каждого из народов СССР в отдельности. В 1937 году ГАИМК преобразовали в Институт истории материальной культуры АН СССР (с 1959 года назывался Институт археологии); сформулировалась система периодических и серийных изданий по археологической науке. Достижения советских археологов стали основной для создания в конце 1950-х — начале 1960-х годов разделов в академических изданиях «История культуры Древней Руси», «Очерки истории СССР», «Всемирная история». С 1960-е годов начинается издание выпусков серии «Свода исторических источников», а в 1980-е годы начата публикация обобщающего 20-томного издания «Археология СССР» (с 1993 года носит название «Археология»).
Полевые археологические исследования в Советском Союзе имели значительные масштабы, в особенности на новостройках. Начало этому положили в 1927 году исследования, проведённые при строительстве Днепрогэса. В 1930-е годы проводились масштабные исследования по трассе каналов Москва — Волга и Волга — Дон, в зонах сооружения Пермской, Ярославской, Сухумской, Куйбышевской ГЭС, Воронежской ГРЭС, а также на месте строительства Московского метрополитена, железнодорожных линий на Южном Урале. В послевоенный период археологические раскопки на новостройках вели со всё возрастающим масштабом. В 1950—1960-х годах публиковались материалы, собранные в Куйбышевской, Сталинградской, Камской, Воткинской, Волго-Донской, Каховской и других экспедициях, однако позднее обработка и издание научных материалов всё больше отставали от темпов полевых изысканий. Со второй половины 1980-х годов темпы полевых работ снижаются, но в последующие годы снова росли. Помимо новостроечных работали экспедиции от ряда научных и учебных заведений и музеев. Одной из важнейших задач российской археологической науки остаётся публикация добытых материалов.
Археологические изыскания в Советском Союзе проводились почти во всех регионах и охватывали почти все эпохи. Были созданы основа археологического изучения Кавказа, А. А. Миллером, Б. А. Куфтиным, А. А. Иессеном, Б. Б. Пиотровским, Е. И. Крупновым и др. Системно организованы местные археологические центры. Благодаря археологам М. Е. Массону, С. П. Толстову и др. открыт ряд элементов истории и культуры Средней Азии и Казахстана. Местные археологи принимали участие в экспедициях из центра, что вело к формированию местных школ. Благодаря изысканиям в Сибири, на Дальнем Востоке и в Монголии был открыт ряд значимых памятников, археологических культур, проведены первые обобщения данных материалов, Б. Э. Петри, С. А. Теплоуховым, С. И. Руденко, М. П. Грязновым, С. В. Киселёвым, К. В. Сальниковым, В. Н. Чернецовым, А. П. Окладниковым и др. В этом направлении всё большие масштабы получало изучение сибирских центров. Началось систематическое исследование в Волго-Уральском регионе — А. В. Шмидтом, Д. Н. Эдингом, А. П. Смирновым, В. Ф. Генингом, А. Х. Халиковым и др., которое продолжают их ученики из различных научных центров. Изучались археологические культуры Евразийской степи за период от бронзового века до эпохи Золотой Орды, Н. Е. Макаренко, Б. Н. Граковым, К. Ф. Смирновым, М. И. Артамоновым, Г. А. Фёдоров-Давыдовым и др. Были созданы постоянные экспедиции для изучения античных центров в Причерноморье и Приазовье и окружающих их районов, А. А. Миллером, В. Ф. Гайдукевичем, В. Д. Блаватским, Д. Б. Шеловым, Н. И. Сокольским и др. Продолжались исследование в Центральных (П. П. Ефименко, Б. А. Жуковым, О. Н. Бадером и др.) и Северо-Западных районах России (А. Я. Брюсовым, В. И. Равдоникасом, Н. Н. Гуриной и др.). Археологические исследования в Прибалтике, которые были начаты ещё до революции, в 1920—1930-е годы получили развитие при тесном контакте с научными школами из Германии и Финляндии, а после войны — с рядом советских научных центров, они проводились Х. А. Моорой, М. Х. Шмидехельмом, В. А. Лыугасом и др.
Изучение памятников каменного века включало различные открытия и фундаментальные обобщения Г. А. Бонч-Осмоловского, П. П. Ефименко, С. Н. Замятнина, П. И. Борисковского, А. Н. Рогачёва, М. В. Воеводского, А. Я. Брюсова, М. Е. Фосс, О. Н. Бадера, А. П. Окладникова и др. Систематических характер получили исследования энеолитических культур и культур бронзового века Т. С. Пассек, С. Н. Бибикова, С. А. Теплоухова, П. С. Рыкова и др. Были заложены основы археологического изучения древних славян и соседних с ними народов, в работах П. Н. Третьякова, И. И. Ляпушкина, М. А. Тихановой, В. П. Петрова, Ю. В. Кухаренко, В. В. Седова, И. П. Русановой и др. Созданы постоянные экспедиции для изучения древнерусских центров, которые работали в крупнейших городах, началось изучение села, сделаны открытия и опубликованы обобщающие работы по древнерусской культуре А. В. Арциховским, Б. А. Рыбаковым, Н. Н. Ворониным, М. К. Каргером, Г. К. Вагнером, Б. А. Колчиным, В. Л. Яниным и др. Началось формирование советской школы вещеведения, для чего важное значение имели работы Г. Ф. Корзухиной, А. К. Амброза, И. Б. Зеест и др. Археологические работы создали новую основу для развития нумизматики: работы А. Н. Зографа, А. А. Быкова, В. В. Кропоткина, В. М. Потина и др. С 1960-х годов активно внедряется естественно-научные и математические методики работы с массовыми археологическим материалами: деятельность Б. А. Колчина, С. И. Руденко, В. И. Цалкина, Г. А. Фёдорова-Давыдова и др. В 1970—1980-х годах в работах В. Ф. Генинга, Л. С. Клейна и др. дискутировались методологические проблемы археологической науки. Новые перспективы для изучения истории Древнего мира и Средних веков дали исследования ряда археологической памятников, имеющих уникальную сохранность, и применение в данной области методик комплексного источниковедения: при изучении Новгорода, берестяных грамот, Кагалы, Укока и др..
Советские экспедиции сделали ряд открытий также за пределами СССР. С 1948 года с перерывами действовали советско-монгольские экспедиции, в 1957-59 годах работала экспедиция в Албании, в 1969—1979 — на территории Афганистана, в 1969—1980, 1985 — Ирака. Действовали экспедиции в таких странах как Сирия, Йемен, Венгрия, Болгария, Вьетнам, Куба и в др.
Советские археологи и медиевисты обращались к вопросу вклада скандинавов в формирование Киевской Руси, стремясь отвергнуть норманскую теорию в пользу строго славянских истоков Руси, что было сделать сложно, с учётом наличия большого количества фактическими доказательств. Марксизм мог существенно повлиять на археологию, поскольку его основная концепция — классовая борьба, которую трудно проследить археологически. Одним из сторонников славянского происхождения Руси был многолетний директор Института истории материальной культуры АН СССР Борис Рыбаков. Он особенно интересовался язычеством и религиозными обрядами Древней Руси. Рыбаков не демонстрировал особенной склонности к марксизму.

## Изучение исторической науки
Изменение в общественных умонастроений в XX веке стало причиной восприятия исторической науки в качестве явление социально-политического явления. В советский период центральной стала тема классовой борьбы, которая была объединена с изучением истории русской исторической мысли в качестве мысли общественной. В 1920-е годы М. Н. Покровский (его работы данного периода собраны в издании «Историческая наука и борьба классов», в двух выпусках, 1933) применил к проблемам историографии марксистский подход в упрощённой форме, которая не выходила за рамки «экономического материализма». Но в то же время ещё продолжала существовать прежняя российская историографическая традиция. Так, С. В. Бахрушиным, Н. Г. Бережковым, Ю. В. Готье, И. П. Козловским, А. Е. Пресняковым, С. В. Рождественским читались историографические курсы, оставшиеся, однако, неизданными; С. В. Бахрушиным, С. А. Голубцовым, М. А. Дьяконовым, С. Ф. Платоновым, А. Е. Пресняковым публиковались персонологические исследования деятельности историков «старой школы». Вплоть до начала 1930-х годов единственным трудом общего характера об историографии было «Введение в русскую историю: Источники и историография», написанное В. И. Пичетой (1922), в которой историческая наука в России XVIII — начала XX веков была представлена в качестве истории отдельных школ и направлений.
В конце 1920-х — 1930-х годах проходят политические и репрессивные акции: «Академическое дело», в 1931 году в журнале «Пролетарская революция» публикуется письмо И. В. Сталина «О некоторых вопросах истории большевизма» и др. Эти действия советской власти имели своим следствием усиление «борьбы с буржуазной и мелкобуржуазной» историографией, происходит политизация исторической науки и вульгаризация принципов анализа в рамках историографических исследований, их трансформация в историко-идеологические принципы. В конце 1930 — начале 1940-х годов проходит акция критики работ М. Н. Покровского и созданной им школы, в идеологии начинается процесс перехода от пролетарского интернационализма к советскому патриотизму, в результате чего исследователи обращаются к работам дореволюционных историков. Н. Л. Рубинштейн в учебном курсе «Русская историография» 1941 года первым в советский период даёт развёрнутое представление о развитии российской исторической мысли, прослеживая все его предполагаемые этапы развития — от русского летописания до периода 1930-х годов. Курс Рубинштейна и учебник М. Н. Тихомирова «Источниковедение истории СССР» 1940 года инициировали также научную разработку историографических вопросов.
В середине 1950-х годов в условиях «оттепели», происходившей в советской исторической науке, заметно усилился интерес к историографической проблематике. В 1958 году был создан инициированный В. П. Волгиным, М. Н. Тихомировым и М. В. Нечкиной Научный совет по проблеме «История исторической науки» при Отделении исторических наук АН СССР. Его руководителями были М. Н. Тихомиров в 1958—1961 годах, М. В. Нечкина в 1961—1985, И. Д. Ковальченко в 1985—1995, А. Н. Сахаров — с 1996). Задачей Научного совета была координация деятельности советских историков, организация всесоюзных и региональных историографических конференций, «историографические среды» и др. С 1965 года начал издаваться историографический ежегодник «История и историки» (с 2001 года — историографический вестник «История и историки»). Вышла библиография «История исторической науки в СССР» (первый том в 1965, второй том в 1980).
Значительно явлением в советской историографии стали обобщающие труды и учебники, посвящённые дореволюционной исторической науке, таких авторов как Н. Л. Рубинштейн (1945), Л. В. Черепнин (1957), С. Л. Пештич (1961), А. Л. Шапиро (1962, 1982), В. Н. Котов (1966), А. М. Сахаров (1978), учебник 1961 года под редакцией В. Е. Иллерицкого и И. А. Кудрявцева. Намного в меньшей степени была разработана учебная историография в отношении XX века. Фактически единственным обобщающим учебным пособием по советской историографии являлась «Историография истории СССР. Эпоха социализма» под редакцией И. И. Минца (1982). Также существовал ряд учебных пособий, имевший только очерковый характер. Научное изучение истории исторической науки оказалось сосредоточенным в рамках сектора историографии Института истории АН СССР (с 1968 года Институт истории СССР АН СССР). В издании «Очерки истории исторической науки в СССР» дореволюционной историографии посвящены тома 1-3 (1955—1963); истории исторической науки советского периода — четвёртый и пятый тома (1966, 1985).
С конца 1980-х годов в условиях снятия запрета на исследование ряда раннее подцензурных тем, открытия доступа к ряду ранее закрытых архивных фондов, отходом от советского канона начался новый этап в развитии российской историографии.

## Влияние русского национализма
Историки Евгений Евсеев, Аполлон Кузьмин, Сергей Семанов и Лев Корнеев принадлежали к «антисионистскому кружку», неформальной группе советских публицистов, на профессиональной основе осуществлявших внутриполитическое пропагандистское обоснование проарабской и антиизраильской политики СССР на Ближнем Востоке. Группа составляла существенную часть движения русских националистов, получившего известность как «русская партия».
В 1963—1964 годах историк Евгений Евсеев перед слушателями Университета молодого марксиста в Москве читал лекции, разоблачающие «сионизм». В 1966—1968 годах Евсеев активно работал с ЦК ВЛКСМ — осуществлял командировочные поездки от отдела пропаганды, проводил консультации издательства «Молодая гвардия». Евсеев считался наибольшим интеллектуалом в этой среде. Его «научная деятельность» завершилась выпуском в 1978 году в Институте философии АН СССР докторской диссертации «Сионизм в системе антикоммунизма», снабжённой грифом «Для служебного пользования». Евсеев написал также книгу «Фашизм под голубой звездой», изданную в 1971 году в Москве ЦК ВЛКСМ тиражом 75 тыс. экземпляров, и ряд других работ. Монография пользовалась популярностью у членов «русской партии» и вызвала негативную реакцию академических учёных. Некоторое количество экземпляров издания было разослано по обкомам партии. Публикации Евсеева «Фашизм под звездой Давида» в «Комсомольской правде» 1970 года, «Сионизм, идеология и политика» и «Фашизм под голубой звездой» (обе 1971 года) по своей тематике эти тексты стоят близко к «Протоколам сионских мудрецов»: евреи находятся повсюду и обладают всемогуществом.
Историк А. Г. Кузьмин был видным участником «русской партии» и участвовал в кампании по «борьбе с сионизмом». В 1970—1980-е годы он почти в одиночку отстаивал точку зрения, что варяги не были скандинавами. В рамках занимаемой Кузьминым позиции варяги считаются прибалтийскими славянами на основании этимологий и западнославянских влияний на язык и материальную культуру северо-западных областей Древней Руси. В статье «Об этнической природе варягов» (1974) Кузьмин пытался доказать, что большая часть русских и варяжских имён имеет кельтское происхождение, а летописные варяги были ославяненными кельтами, но позднее окончательно утвердился на позиции поморско-славянского происхождения варягов. Ещё в советский период он заявлял об «арийских корнях» славян.
Кузьмин входил в националистический кружок И. Милованова. Этот кружок в начале 1970-х годов выполнял объёмный заказ аппарата ЦК КПСС на идеологическое сопровождение кампании по «борьбе с сионизмом». Являясь заместителем главного редактора академического журнала «Вопросы истории», Кузьмин курировал «антисионистские» публикации. Он был в числе авторов «Записки», направленной антисионистами в международный отдел и отдел пропаганды ЦК КПСС от 30 марта 1974 года, содержащей жалобу на главного редактора «Советиш геймланд» Арона Вергелиса, который на страницах своего журнала осудил книгу Е. С. Евсеева «Фашизм под голубой звездой». В 1980-е годы Кузьмин, будучи видным членом «русской партии», включился в кампанию популяризации литературного творчества писателя Валентина Иванова. Кузьмин написал объёмное послесловие для массового издания романа Иванова «Повести древних лет», который в 1985 и 1986 годах издавался издательством «Современник» тиражом по 200 000 экземпляров. В 1986 году издательство «Молодая гвардия» переизданием романа Иванова «Русь изначальная» открыло библиотеку-серию «История Отечества в романах, повестях, документах». Издание было снабжено вводными статьями и набором приложений Кузьмина, который рекомендовал это издание своим студентам в качестве учебного пособия. Предисловия демонстрировали собственные воззрения Кузьмина по варяго-русскому вопросу. В 1990 году историк выступал за переиздание «Протоколов сионских мудрецов», тогда же подписал «Письмо семидесяти четырёх». Историк В. А. Шнирельман относит Кузьмина к числу учёных-почвенников.
В 1970-х годах Львом Корнеевым было написано большое число статей, «разоблачавших» «сионизм», изображая его в качестве оккультного предприятия для получения власти над миром через такие средства, как шпионаж, продажа оружия, организованный террор, организованная преступность, грабёж, систематическое сотрудничество с «реакционными силами», начиная с нацизма и итальянского фашизма и заканчивая американским империалистическим капитализмом. В статье июля 1978 года Корнеев стремится к «разоблачению» «международного сионизма» через сведение его к преступному предприятию, которое вошло в соглашение с нацизмом на базе их идеологической близости, общего «расизма». В своих публикациях Корнеев ссылался на «Велесову книгу». Эти радикальные публикации вызвали резкую реакцию общественности. В 1981 году это привело к общественной кампании с требованием возбудить против Корнеева уголовное дело по ст. 74 УК РСФСР (разжигание «национальной розни»), начатой по инициативе Ленинградского филолога И. Ф. Мартынова и незарегистрированной группы по созданию Ленинградского общества изучения еврейской культуры.

## Научное сообщество
Историческая наука в СССР представляла собой макросообщество, которое объединялось через воспроизводство марксистской теории исторического процесса. В сталинский период профессиональную идентичность историков обеспечивали идеологические скрепы, и научную деятельность определяла прежде всего классовая оценка. Отмечается, что сталинизм имел следствием деградацию личности многих ученых, появился конфликт между тем, что они думали и тем, что писали.
Основа научного и профессионального плюрализма постсоветских российских историков быдла заложена в сложной и противоречивой эпохе «хрущёвской оттепели», когда центробежные тенденции — различные факторы научного и вненаучного характера, привели к профессиональной фрагментации корпорации советских историков и сформировались альтернативные модели профессиональных норм исторических исследований. Разные формы профессиональной идентификации условно конкурировали с господствовавшими нормами исторического исследования, определяемыми марксистской парадигмой.
Выходом из застывших форм стало несколько вариантов научной стратегии: следование традиционным нормам исторической деятельности, которые связаны с источниковедением, отказ от официальной парадигмы исторического материализма, актуализация «очищенных» положений марксизма, и, наконец, радикальное преодоление официальных установок. Три из четырёх моделей профессиональной идентичности в той или иной мере связаны с марксистским дискурсом, хотя и находились на разной дистанции от легитимирующего центра. Советские историки демонстровали также неочевидные интенции осознанно коррелировать собственные исследовательские действия с мировым научным сообществом, однако в доминирующем дискурсе эти интенции могли существовать как интеллектуальные девиации. Скрытая тяга профессионально идентифицировать себя с мировой наукой присутствовала и у историков-марксистов. Идентичность постсоветских российских историков не образует единого научного сообщества, что, однако составляет современную мировую тенденцию.

## Язык
В 1920-е годы обязательная историческая схема ещё только формироваалась. Имелся ряд ключевых терминов («классовая борьба», «общественно-экономическая формация», «производственные отношения» и др.), а также обязательные апелляции к знаковым именам, количество которых было значительно больше, чем в последующие периоды.
Основные взаимосвязанные характеристики языка советской историографии включали возведение смыслов к абсолютной истине и ориентацию на ортодоксальность. Уже сформировавшийся язык советской историографии имел свойства обязательности и принудительности. Так, любое высказывание в этой терминологической системе было предпочтительнее для исторического сообщества историков, чем близкое по смыслу высказывание без данных языковых маркеров. Часто исторические труды наполнялись специальным научным сленгом. В то же время эти избытки стиля скоро стали осознаваться самими историками, которые начали поиск баланса между авторским началом и общепринятым жаргоном. Однако это положение вещей повлияло на падение престижа исторической науки в 1990-е годы и, предположительно, продолжается в постсоветский период. Специальные советские исторические работы после отмены преподавания истмата в вузах перешли в число нечитаемых, а многие историки не смогли сбалансировать стиль письма. В результате этого за пределами явно популяризаторских работ не встречается хорошо написанных и одновременно действительно научных работ.

## Изучение и оценки
Основные тенденции развитии советской исторической науки, начиная с 1930-х годов, освещены в многочисленных публикациях советских и российских историков. Перестроечная историография отмечала тенденциозный и политизированный подход исследователей к изучению «направлений и течений
исторической мысли», как и «валовый» принцип — по количеству изданных работ — при оценке результатов научной деятельности и состояния исторической науки. Имелись и негативные оценки, включая понимание советской историографии в качестве «средства расправы с инакомыслящими, с творческими направлениями в науке», как «своеобразный трибунал, выносящий приговоры честным историкам».
В конце 1980—1990-х годов вышли работы, стремившиеся дать характеристику состояния современной им историографии с учётом факторов, которые оказывали влияние на её развитие. Исследователи обращались к отдельным этапам развития советской историографии и попытались объяснить её «кризисное» состояние. Такими исследованиями занимались А. И. Алаторцева, А. С. Барсенков, Г. А. Герасименко, Л. А. Сидорова, А. В. Юдельсон, Ю. Н. Афанасьев, Н. В. Иллерицкая, В. В. Поликарпов, высказывавшие различные оценки.
В 1988 году вышла монография А. С. Барсенкова «Советская историческая наука в послевоенные годы (1945—1955)». В этот период в условиях перестройки и политики гласности стали преобладать оценки советской историографии в качестве фальсификаторской науки, которая длительное время находилась в состоянии полного застоя. Книга Барсенкова оппонировала этим распространённым представлениям и исходила из марксистско-ленинских позиций. Рецензии, опубликованные в двух ведущих исторических журналах, обвиняли автора в догматизме и «неосновательных претензиях на изучение важной темы». Исследователь писал о расширении сети научных центров, росте исследовательских кадров, расширении проблематики исследований, введении в научный оборот новых исторических источников, попытках совершенствования методологии. Критики писали, что он уделил этим внешним факторам излишнее внимание. Л. А. Сидорова в монографии «Оттепель в исторической науке: советская историческая наука первого послесталинского десятилетия» (1997) анализировала идеологический климат, в котором действовали историки в период «оттепели».
Согласно А. В. Юдельсону, не только советская, но и российская дореволюционная и постсоветская историография характеризуется неприятием всего нового, что появляется и развивается в зарубежной исторической науке. В законченном виде эта позиция отражена в сборнике статей «Советская историография», изданном в 1996 году в Российском государственном гуманитарном университете. В 1998 году на работу Юдельсона в журнале «Вопросы истории» вышла рецензия Н. В. Блинова, отнёсшего авторов сборника к «радикально-критическому» направлению постсоветской российской историографии. Дальнейшее развитие этот взгляд получил в сборнике «Образы историографии» 2001 года. Авторы данных сборников отрицательно отвечают на вопрос, «была ли советская историография по своим теоретико-методологическим средствам познания, по концептуальным разработкам, по месту и роли в общественно-политической практике наукой?». Редактором сборника стал Ю. Н. Афанасьев, определявший советскую историографию «как научно-политический феномен, гармонично вписанный в систему тоталитарного государства и приспособленный к обслуживанию его идейно-политических потребностей». Контроль деятельности историков со стороны институтов Академии наук и органов госбезопасности, по мнению Афанасьева, имел последствия в том, что «советскую историографию, как своеобразный феномен, характеризуют сращивание с политикой и идеологией и превращение в органическую составную часть тоталитарной системы». Резюмируя позицию Афанасьева, Блинов писал: «Превращение науки в составную часть политической системы означало ее уничтожение».
Афанасьев выделил несколько подходов к анализу и оценкам советской историографии, реализуемых. Согласно одному, советская историческая наука развивалась по восходящей в течение семидесяти лет. Вооружённая марксистской теорией, советская историография смогла успешно избежать кризиса мировой исторической мысли на рубеже XIX—XX веков, утвердилась в качестве наиболее передового научного направления, достигла положительных результатов в решении наиболее крупных теоретических, методологических и конкретно-исторических проблем. Опыт и достижения советской исторической науки нашли признание и поддержку у многих передовых представителей исторических школ в других странах. В то же время, сторонниками данного подхода допускается, что поступательное развития не было лишено недостатков на некоторых этапах. Они резко противопоставляют ленинский (1920-е годы) и сталинский периоды в развитии науки, подчёркивают особое значение решений XX съезда КПСС и высказывают сожаление, что критика влияния культа личности на историографию не стала максимально последовательной.
В рамках другого подхода говорится о необходимости дифференцированного восприятия советской историографической традиции. Афанасьев писал и о вариантах этой дифференциации. Так, различные отрасли историографии были затронуты негативными проявлениями в разной степени. Так, проблемы советской исторической науки имели причиной засилье историков партии и их привилегированное положение, тогда как другие направления, в особенности изучение дореволюционного периода, развивались сравнительно эффективно и результативно. В каждом конкретном случае следует вычленять, что в исследовании было деформировано, а что соответствует критериям научности. На деле оценка историографической практики обычно сводится к принципу «с одной стороны — с другой стороны».
Более радикальный подход ставит вопрос, в какой мере советская историографическая традиция отвечала и отвечала ли вообще критериям научности, включая не только постсоветские требования, но и представления 1920-х — 1970-х годов.
Н. В. Иллерицкая (1996) отрицательно характеризует советскую историографическую традицию 1960—1970-х годов: «Многие ученые уже тогда прекрасно сознавали, что занимаются мифотворчеством в угоду идеологии, ничего общего с наукой не имеющим». Разрыв историографии в СССР с собственно наукой она усматривала в марксистском методе. «Большевики выдвинули в числе первоочередных задачу — ввести марксизм в историческую науку, задачу весьма трудную, если учесть, что понятие „наука“ и „марксистская методология“ по своей сути несовместимы». Близкую позицию занимал А. А. Искендеров (1996), согласно которому «марксизм, по существу, вывел историю за пределы науки, превратил ее в составную часть партийной пропаганды».
Эту точку зрения разделал и А. Я. Гуревич. По словам историка, приверженность единственной теории общественного развития и отрицание всех других подходов приводят, вне зависимости от научных качеств данной теории, к максимально возможному сужению мыслительного горизонта. Отгораживаясь от зарубежной исторической науки посредством идеологических и политических барьеров, предпочитая вместо профессиональной дискуссии одностороннюю и всеобъемлющую «критику буржуазной историографии», советские историки «обрекли себя на отсталость и научный провинциализм». Согласно Гуревичу, освободившись от диктата марксистской идеологии, историческая наука на постсоветском пространстве, как и большинство историков, остались «во власти тех изживших себя принципов и обветшавших познавательных приёмов, которые были им внушены в „доброе старое время“».
По мнению американского советолога тоталитарной школы Ричарда Пайпса, идеологизация историографии была связана с самой политической природой советского строя. Пайпс отмечал, что вся история России и, в особенности, история XX века, находилась под полным контролем идеологических органов ВКП(б), впоследствии КПСС, которые меняли изложение исторических фактов в соответствии с текущей «линией партии». Согласно Пайпсу, историческая наука в СССР была, таким образом, лишь разделом пропаганды. Согласно представителям этой школы советологии, труды советских историков описывали не реальные исторические события, а те версии, которые советские партийные идеологи считали нужным распространять среди населения СССР. Пайпс приводит образное сравнение советской исторической науки с «зарослями из полуправды, четверть-правды и прямой лжи», сквозь которые вынуждены продираться независимые исследователи советской истории. Он считал, что жёсткий идеологический контроль привёл к выдавливанию из советской исторической науки талантливых исследователей и тех, кто обладал широким историческим кругозором.
Джордж М. Энтин выделяет два подхода к изучению советской историографии. В рамках тоталитарного подхода, связанного с восприятием Советского Союза на Западе как тоталитарного общества, контролируемого ЦК КПСС, считается, что признаки инакомыслия в действительности были просто проявлением неправильного прочтения команд сверху. Другая, социально-историческая школа привлекает внимание к важным инициативам историков, входившим в противоречие с доминирующими силами.
Согласно Мордехаю Альтшулеру, в то время как на Западе первым долгом историка является интеллектуальная и научная честность, в соответствии с которой ему следует стремиться быть по возможности объективным и делать выводы на основании фактов, для советского историка эти цели не обладают безусловной ценностью, поскольку советская историческая наука должна служить целям коммунистического воспитания; кроме того, она опирается на априорное мировоззрение.
По словам академика Дмитрия Лихачёва, «в науке насаждалось представление, что с самого начала исследования может быть правилен только один путь, одно истинное направление, одна научная школа и, разумеется, только один главный учёный, „вождь“ своей науки». Выбор делался по политическим соображениям схоластического характера и выбранное направление объявлялось «истинно марксистским». Считалось, что в науке есть две точки зрения — правильная марксистская и неправильная, враждебная ей.
Академик Андрей Зализняк говорил, что «в отношении гуманитарных наук губительную роль играла установка советской власти на прямую постановку этих наук на службу политической пропаганде».
Против всеобъемлющей критики советской историографии выступили историки, которые вслед за Н. Л. Рубинштейном предполагают движение исторической науки. В. И. Кузищин выделил в истории советской историографии «кризисные узлы», определявшие её движение: начало 1930-х годов — восстановление исторического образования и исторических исследований; середина 1950-х годов — пересмотр догматов, определённых культом личности; рубеж 1970-х — 1980-х годов — новый подход к проблеме социально-экономических формаций. По его мнению, состояние историографии на рубеже 1980-х — 1990-х годов принципиально отличалось от всех предшествующих этапов.
Критикуя подобную точку зрения, А. П. Логунов отмечает, что значительная часть современных историков занимает историографическую позицию, согласно которой феномен советской историографии не существовал. Они ведут речь о развитии исторической науки в советский период. Эти историки признают, что развитие шло на основе марксистской идеологии и в данный период наука могла иметь серьёзные недостатки. Из этой позиции исходит тезис о преемственности развития современного этапа и прошлого, а также поиск «золотого фонда» исторических трудов, без которых было бы невозможным развитие не только российской, но и мировой исторической науки. Согласно с этими установками историки ставят задачу сохранять и развивать советскую историографическую традицию при условии избавлении её от негативных элементов, имевших в основном не внутренние, а внешние причины, — а не преодоления её, что предлагают некоторые другие историки.
М. Г. Степанов писал, что в профессиональном отношении характеристика советской историографии как полностью «ущербной» или «провинциальной» противоречит факт появления «в один момент» в годы перестройки и после 1991 года исследователей, которые начали публиковать труды «на уровне мировых научных стандартов и которые профессионально могут оценить все новейшие тенденции и направления западной историографии в области теории и методологии исторических исследований».
По мнению российских историков Ю. Л. Дьякова и Т. С. Бушуевой, советская версия истории Великой Отечественной войны требует коренного переосмысления на основе архивных данных.
Среди представителей советского диссидентского движения было популярно разделение историков на «официальных» (зачастую таковыми считались любые профессиональные исследователи) и независимых.